# Canki
Canki (deutsch Waldhof) ist eine Siedlung (polnisch osada) in der polnischen Woiwodschaft Ermland-Masuren, die zur Stadt- und Landgemeinde Ryn (Rhein) im Powiat Giżycki (Kreis Lötzen) gehört.

## Geographische Lage
Canki liegt in der östlichen Mitte der Woiwodschaft Ermland-Masuren, 16 Kilometer südwestlich der Kreisstadt Giżycko (Lötzen) und zwei Kilometer nordöstlich der Stadt Ryn (Rhein).

## Geschichte
Der kleine und vor 1823 Zankmichel, nach 1823 Zankenicht genannte Gutsort wurde im Jahr 1818 als „Waldhaus“ mit einer einzigen Feuerstelle bei 12 Seelen erwähnt, im Jahr 1839 als Kämmereigut der Stadt Rhein mit vier Feuerstellen bei 40 Seelen. Im Jahr 1874 wurde er in den neu geschaffenen Amtsbezirk Orlen (polnisch Orło) eingegliedert, der – 1938 in Amtsbezirk Arlen umbenannt – bis 1945 bestand und zum Kreis Lötzen im Regierungsbezirk Gumbinnen (1905–1945 Regierungsbezirk Allenstein) der preußischen Provinz Ostpreußen gehörte.
Zwischen 1874 und 1913 gehörte Waldhof zum Standesamt in Orlen, danach bis 1945 zum Standesamt der Stadt Rhein. Im Jahr 1910 zählte der Gutsbezirk Waldhof 74 Einwohner. Aufgrund der Bestimmungen des Versailler Vertrags stimmte die Bevölkerung im Abstimmungsgebiet Allenstein, zu dem Waldhof gehörte, am 11. Juli 1920 über die weitere staatliche Zugehörigkeit zu Ostpreußen (und damit zu Deutschland) oder den Anschluss an Polen ab. In Waldhof stimmten 60 Einwohner für den Verbleib bei Ostpreußen, auf Polen entfielen keine Stimmen. Am 30. September 1928 verlor Waldhof seine Eigenständigkeit und wurde in die Landgemeinde Orlen (1938–1945 Arlen) eingemeindet.
In Kriegsfolge kam der kleine Ort 1945 mit dem gesamten südlichen Ostpreußen zu Polen und führt seither den polnischen Namen Canki. Heute ist er in das Schulzenamt (polnisch sołectwo) Tros (deutsch Trossen) einbezogen und somit eine Ortschaft im Verbund der Stadt- und Landgemeinde Ryn (Rhein) im Powiat Giżycki (Kreis Lötzen), bis 1998 der Woiwodschaft Suwałki, seither der Woiwodschaft Ermland-Masuren zugehörig.

## Religionen
Bis 1945 war Waldhof in die Evangelische Pfarrkirche Rhein in der Kirchenprovinz Ostpreußen der Evangelischen Kirche der Altpreußischen Union sowie in die Katholische Pfarrkirche St. Bruno Lötzen im Bistum Ermland eingepfarrt.
Heute gehört Canki zur Evangelischen Pfarrgemeinde in Ryn in der Diözese Masuren der Evangelisch-Augsburgischen Kirche in Polen und zur katholischen Pfarrkirche Unbefleckte Empfängnis Mariä in Ryn im Bistum Ełk (Lyck) der Römisch-katholischen Kirche in Polen.

## Verkehr
Canki liegt verkehrsgünstig an der Landesstraße DK 59 (einstige deutsche Reichsstraße 140), die die Kreise Giżycko (Lötzen), Mrągowo (Sensburg) und Szczytno (Ortelsburg) miteinander verbindet.
Bis 1971 war Canki Bahnstation an der Bahnstrecke (Rastenburg–) Reimsdorf–Rhein der ehemaligen Rastenburger Kleinbahnen. Heute besteht keine Bahnanbindung mehr.

## Persönlichkeiten
- Friedrich Baltrusch (1876–1949), Gewerkschafter, Widerstandskämpfer gegen den Nationalsozialismus und Politiker